# فرانسیس دی
فرانسیس دی (انگلیسی: Frances Day؛ ‏ ۱۶ دسامبر ۱۹۰۷ – ۲۹ آوریل ۱۹۸۴) بازیگر و خواننده اهل ایالات متحده آمریکا بود.
از فیلم‌هایی که وی در آن نقش داشته‌است، می‌توان به دو عاشق به‌هنگام والس و اتاق دونفره اشاره کرد.